# Villeselve
Villeselve é uma comuna francesa na região administrativa de Altos da França, no departamento de Oise. Estende-se por uma área de 6,89 km². Em 2010 a comuna tinha 427 habitantes (densidade: 62 hab./km²).